# Qi'ao Dao
Qi'ao Dao (kinesiska: 淇澳岛, Qi’ao Dao) är en ö i Kina. Den ligger i provinsen Guangdong, i den södra delen av landet, omkring 88 kilometer sydost om provinshuvudstaden Guangzhou. Arean är 19,1 kvadratkilometer. Den sträcker sig 6,0 kilometer i nord-sydlig riktning, och 5,4 kilometer i öst-västlig riktning.
Genomsnittlig årsnederbörd är 2 326 millimeter. Den regnigaste månaden är maj, med i genomsnitt 472 mm nederbörd, och den torraste är januari, med 25 mm nederbörd.